# 13057 Jorgensen
13057 Jorgensen este un asteroid din centura principală de asteroizi.

## Descriere
13057 Jorgensen este un asteroid din centura principală de asteroizi. A fost descoperit pe 13 noiembrie 1990 la Observatorul Palomar de Carolyn S. Shoemaker și David H. Levy. Asteroidul prezintă o orbită caracterizată de o semiaxă mare de 2,74 ua, o excentricitate de 0,18 și o înclinație de 8,3° în raport cu ecliptica.